# Nya infektionssjukdomar

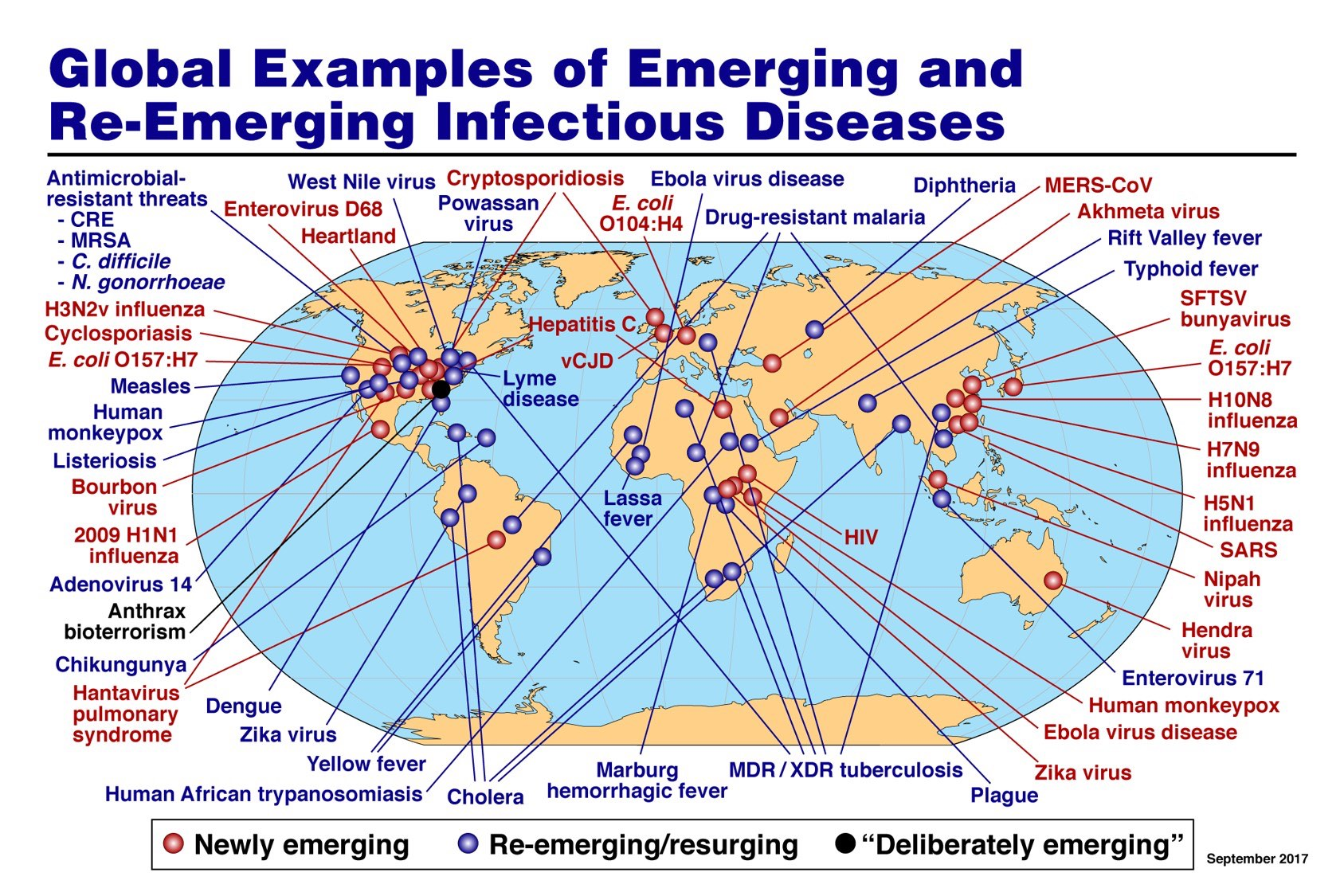
Den första versionen av Dr. Faucis karta över nya infektionssjukdomar från 1984 listade enbart HIV. Efter hand har flera nya infektionssjukdomar som debuterat både före och efter utbrottet av HIV-epidemin lagts till.

Nya infektionssjukdomar eller nya smittsamma sjukdomar (engelska: Emerging infectious diseases, EID) avser infektionssjukdomar vars förekomst nyligen har ökat eller förväntas öka inom en snar framtid. Till gruppen räknas helt nyupptäckta infektionssjukdomar, men även redan kända sådana som får ökad spridning eller vars pågående spridning blir svårare att begränsa. Nya infektionssjukdomar som utvecklar effektiv smitta och hög grad av virulens kan orsaka omfattande spridning och skadeverkan genom epidemier och pandemier.
En viktig undergrupp är dessa sjukdomar som tidigare varit på tillbakagång, men vars förekomst på grund av till exempel mutationer, försämrat smittskydd eller antibiotikaresistens återigen ökar (engelska: Re-emerging infectious diseases). En tredje undergrupp avser de sjukdomar som medvetet sprids i krig eller för att utöva bioterrorism (engelska: Deliberately emerging infectious diseases).
Det är inte alltid självklart om en specifik sjukdom ska klassas som helt ny eller återvändande (Emerging/Re-emerging) och även experter kan göra olika bedömningar.

## Förekomst
De nya infektionssjukdomarna andel av samtliga mänskliga patogener uppskattades år 2018 till minst 15 %. Majoriteten av människans patogener är alltså endemiska. Förekomsten av nya infektioner har ökat stadigt sedan åtminstone 1940-talet med en särskild höjdpunkt kring aids-utbrottet på 1980-talet.  Från tidsperioden mellan 1940 och 2004 har man identifierat 335 nya infektionssjukdomar. En majoritet av dessa var zoonoser, vilka utgjorde åtminstone 60 % av de nya infektionssjukdomar som drabbade människan. Av dessa zoonoser härrör drygt 70 procent från vilda djur. Drygt hälften av dessa 335 nya infektionssjukdomar orsakades av bakterier inklusive ricketsia, en fjärdedel orsakades av virus och sedan följer protozoer, svampar och inälvsmaskar i sjunkande ordning. Bland de sjukdomar som orsakats av bakterier var antibiotikaresistens en ledande orsak som dels stod för en femtedel av det totala antalet nya sjukdomar och dels har blivit en allt vanligare orsak med tiden.

### Bakomliggande faktorer
Till de bakomliggande faktorer som kopplas till framväxten av nya smittsamma sjukdomar räknas socioekonomiska, miljörelaterade och ekologiska faktorer. Vissa faktorer gäller själva mikroben som genetiska mutationer och viral rekombination eller i samspel mellan mikrober som vid opportuna infektioner. Andra faktorer rör människan: individuell infektionskänslighet, demografiska förhållanden, ökad internationell handel och resor, exponeringsrisker i arbetslivet, överanvändning av antibiotika och bioterrorism. Slutligen finns riskfaktorer kopplade till samspelet mellan människa och miljö. Till dem kan räknas klimatförändringar, förändrade ekosystem, ekonomisk utveckling och landanvändning, teknologisk och industriell utveckling, fattigdom och sociala orättvisor, bristfälliga sjukvårdssystem, förändringar hos värddjur eller vektorer, krig och svält, samt bristande politisk vilja.
Att majoriteten av de nya infektionssjukdomarna under slutet av 1900-talet varit zoonoser ökar vikten av att förstå de faktorer och mekanismer som styr hur mikroberna tar språnget mellan djur och människa. Det mesta av övervakningen och forskningen inom området sker i rika industriländer i Europa, Nordamerika, Australien och delar av Asien; risken för uppkomst av nya sjukdomar beräknas samtidigt vara som högst i fattigare länder i Latinamerika, Asien och Tropiska Afrika.

## Historisk bakgrund

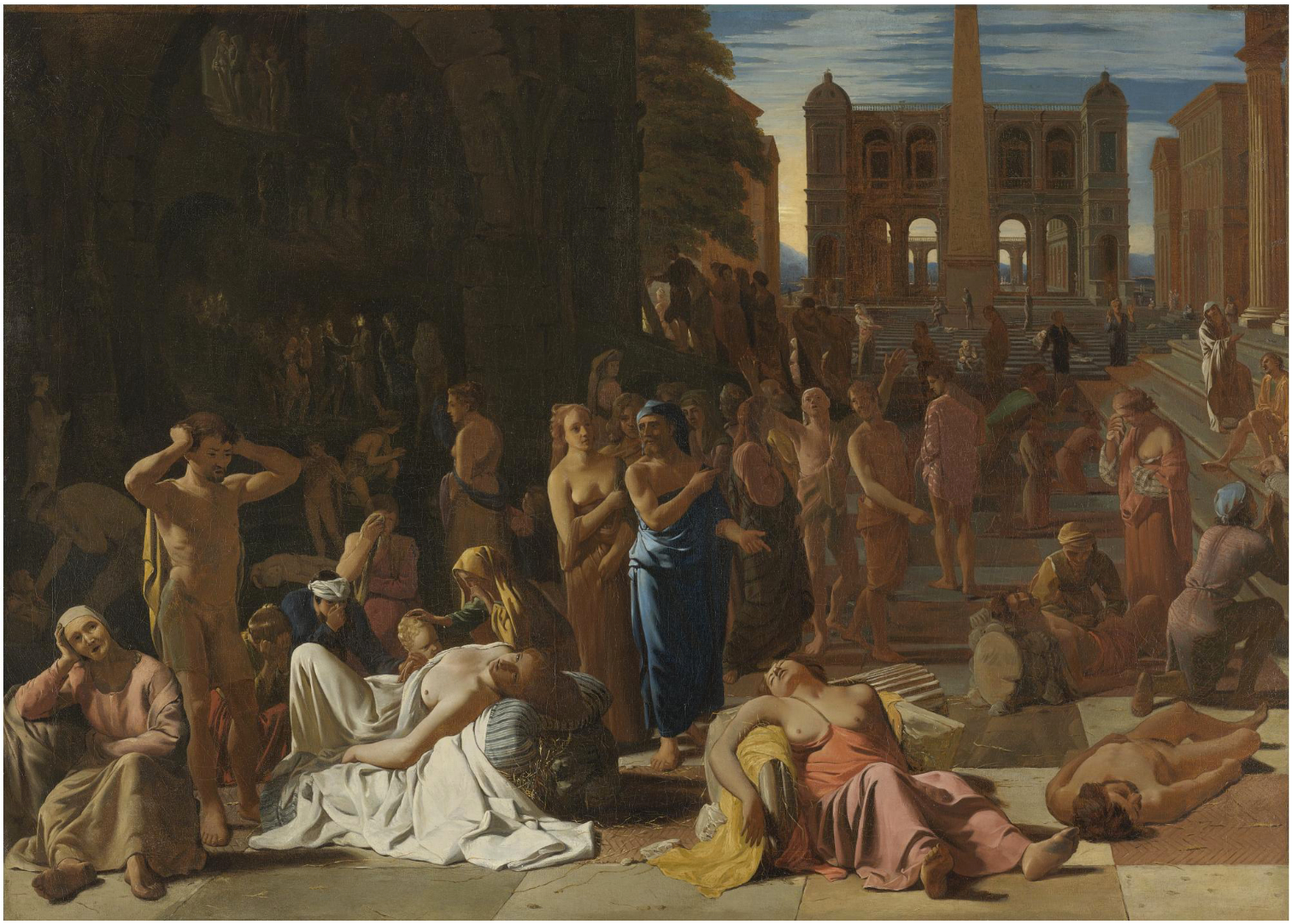
Pesten i Aten

Nya infektionssjukdomar har varit ett faktum under de senaste millennierna av människans historia, långt innan man hade möjlighet att identifiera de bakomliggande mikroorganismerna. En ökad risk för nya infektioner har kopplats till etableringen av jordbruket får omkring 12 000 år sedan. I såväl Bibeln som gamla kinesiska texter och antikens litteratur förekommer beskrivningar av hur nya sjukdomar får spridning och drabbar befolkningen. Två särskilt allvarliga pestutbrott drabbade befolkningen i Europa, Mellanöstern och Asien. Den Justinianska pesten under 540-talet fvt. beräknas ha dödat halva befolkningen, uppskattningsvis 30-50 miljoner människor. Digerdöden ledde till döden för åtminstone en fjärdedel av befolkningen, omkring 50 miljoner människor. I samband med européernas upptäckt och kolonisering av Amerika spreds mässling och smittkoppor hos flera ursprungsfolk. Den omfattande smittkoppsepidemin i Mexiko orsakade mellan 10 och 15 miljoner dödsfall och markerade början på slutet för Aztekerna.

### Epizootier under 1700-talet
Flera nya epizootier drabbade Europa under 1700-talet. Boskapspesten (1709) följdes av mjältbrand (1712) och senare mul- och klövsjuka (1755). Enbart boskapspesten ledde till minst 200 miljoner nötkreaturs död i Europa under århundradet. I förlängningen ledde utbrottet till etableringen av veterinärmedicinen samt välformulerade epidemiologiska teorier kring boskapspestens spridning mer än hundra år före identifieringen av det morbillivirus som orsakat sjukdomen.

### Kriget mot infektionerna, aids och begreppets uppkomst

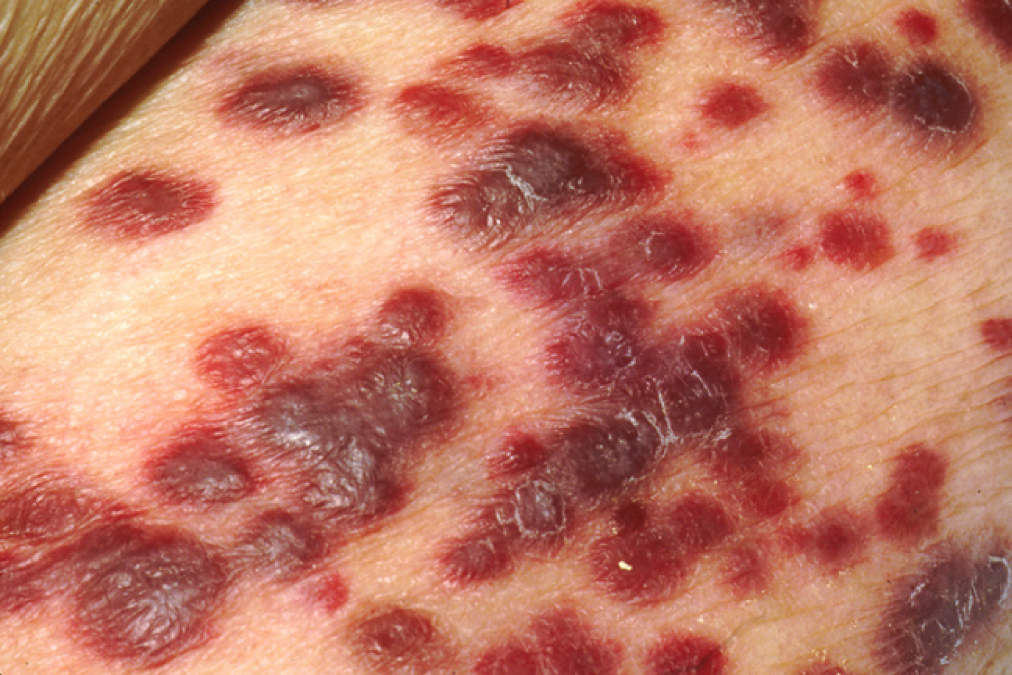
Kaposis sarkom, en opportun cancersjukdom i samband med aids.

I och med att den medicinska vetenskapen gradvis antog mikrobteorin om sjukdomars uppkomst under andra halvan av 1800-talet ökade möjligheterna att bekämpa infektionssjukdomar. Kunskaperna ledde med tiden till utveckling av antibiotika, poliovaccin och nya behandlingar av tuberkulos. Trots framstegen drabbades mänskligheten 1918 av den dödligaste pandemin hittills. Spanska sjukan orsakade sannolikt fler än 50 miljoner dödsfall. Efter pandemin fortsatte den medicinska utvecklingen samtidigt som levnadsstandard och sanitära förhållanden också förbättrades på många håll i världen. Under andra halvan av 1900-talet hade risken för nya infektioner i välmående industriländer börjat tonas ned. I USA gick generalläkaren 1967 ut och deklarerade att "kriget mot infektionerna var vunnet."
År 1981 beskrevs den nya infektionssjukdomen Aids som fått global spridning. Under de kommande decennierna har dödssiffrorna stigit till åtminstone 37 miljoner, vilket närmar sig våra historiskt sett dödligaste pandemier: digerdöden och spanska sjukan. Den snabba spridningen av Aids ledde till en mer pessimistisk syn på risken för nya pandemier och ett ökat intresse för forskning kring framväxten av nya infektionssjukdomar. En särskild term för framväxande nya infektioner (engelska: Emerging infections) introducerades som epidemiologiskt begrepp av amerikanska forskare i början av 1990-talet. Ursprungsbegreppet fokuserade mer på faktorer kring sådana sjukdomars framväxt, men skiftade efter hand till (engelska: Emerging infectious diseases) och kom att utgöra en ny kategori för klassificering av sjukdomar.